# Gustav Leijonhufvud
Gustav Leijonhufvud, född 1597 på Ekeberg, död 6 januari 1658 troligen på sin gård Kärrtorp i Västergötland, var en svensk friherre och landshövding. Han var son till riksrådet Erik Leijonhufvud och Elisabet Gyllenhorn och yngre halvbror till riksrådet Abraham Leijonhufvud. Han var herre till Åda i Västergötland, Lagmansholm, Hjälmarsberg, Hökerum, Hageby i Sveneby socken, Brunnby i Irsta socken och Hulteby i Småland.
Student 1614 vid Wittenbergs universitet. 1621 var han hovman hos drottningen och hennes mor, medan kungen var utomlands. 1625 introducerades han i dåvarande riddarklassen, och bevistade därefter flera riksdagar. 1633 blev han utskrivningskommissarie, en befattning han sedan flera gånger innehade. Gustav Leijonhufvud var den förste landshövdingen i Närkes och Värmlands län från 1634 till den 16 mars 1639. Skattetrycket inom länet orsakade bondeupplopp och han fick avstå Värmland 1639. Därefter var han landshövding enbart i Örebro län fram till den 29 augusti 1648. Han upphöjdes 17 juni 1651 till friherre och skrev sig friherre till Ekeberg (friherrliga ätten Leijonhufvud nr 26).
Leijonhufvud gifte sig första gången 12 juli 1618 på Sundby i Öja socken med Katarina Sparre (1588–1652), dotter till rikskanslern Erik Larsson Sparre och grevinnan Ebba Brahe. Efter hustruns död gifte han om sig 15 maj 1656 på Säby i Hassle socken med Katarina Posse (död i barnsäng 1657), dotter till kapten Nils Axelsson Posse av adelsätten Posse och Anna Stake. Leijonhufvud uppförde ett gravkor i Almby kyrka där han är begravd tillsammans med sina båda fruar. I kyrkan ses också hans friherrliga  vapen med en kvadrerad sköld och ätten Leijonhufvuds stamvapen i hjärtskölden.
Från Gustav Leijonhufvud härstammar alla nu levande medlemmar av den friherrliga ätten Leijonhufvud nummer 26.
Barn med Katarina Sparre (1588–1652):
1. Erik, född 1621. Överste. Död 1662.
2. Ebba, född 1622-03-03 på Hjälmarsberg, död 1651-01-04 och begraven 1651-03-09. Gift 1643-08-13 på Örebro slott med sin mosters styvson, riksrådet och presidenten och landshövdingen Krister Bonde, i hans 1:a gifte, född 1621, död 1659.
3. Elisabet, född 1623-05-09 på Hjälmarsberg, död ogift.
4. Margareta, född 1625-05-22 på Hjälmarsberg, död 1645-08-30 och begraven (At (KrAB).) 1645-11-16 i Badelunda kyrka, Västmanlands län. Gift 1643-08-13 på Örebro slott med riksrådet, fältmarskalken och generalguvernören Henrik Henriksson Horn af Kanckas, friherre Horn af Marienborg, i hans 1:a gifte, född 1618, död 1693.
5. Beata, född 1626-07-11 på Ådö, död 1692-02-16 och begraven 1692-05-29 i Linköpings domkyrka. Gift 1655-10-16 i Stockholm med landshövdingen, friherre Ture Oxenstierna, greve Oxenstierna af Croneborg, i hans 2:a gifte, född 1614, död 1669.
6. Abraham Leijonhufvud (1627–1676), född 1627. Landshövding. Död 1676.
7. Catharina, född 1628-10-28 på Hjälmarsberg, död 1659. Gift 1652-05-16 på Hjälmarsberg med riksrådet Johan Mauritz Wrangel, friherre Wrangel af Lindeberg, i hans 2:a gifte, född 1616, död 1665.
8. Brita, född 1630-03-25 på Hjälmarsberg, död ogift 1650-08-10.

Barn med Katarina Posse (död i barnsäng 1657):
1. Anna Catharina, född 1657 på Hjälmarsberg, död späd före modern.